# هاري ماثر
هاري ماثر (24 يناير 1921 بولتن المملكة المتحدة - 1 مارس 1999 المملكة المتحدة) هو لاعب كرة قدم بريطاني سابق كان يلعب كمدافع.